# Namułek pospolity
Namułek pospolity (Lithoglyphus naticoides) – mały ślimak słodkowodny z podgromady przodoskrzelnych, gatunek typowy dla rodzaju Lithoglyphus i rodziny Lithoglyphidae, pochodzący z regionu ponto-kaspijskiego, obecnie rozprzestrzeniający się w Polsce i na świecie.

## Etymologia nazwy
Epitet gatunkowy (‘naticoides’ łac. – ‘podobny do ślimaka naszyjki’), wskazuje na podobieństwo muszli i wieczka tego gatunku do muszli ślimaków z rodziny Naticidae.

## Cechy morfologiczne

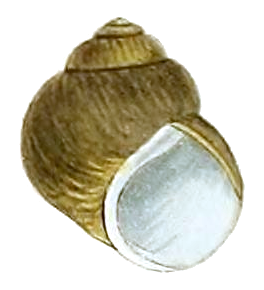
Rysunek muszli namułka pospolitego – widok od strony ujścia muszli.

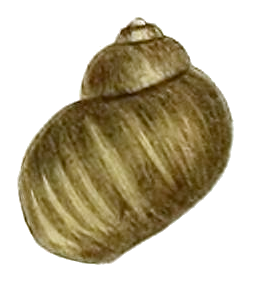
Rysunek muszli namułka pospolitego – widok od tylnej strony muszli.

Muszla kulisto-stożkowata o niskiej (ok. ¼ wysokości muszli), zaostrzonej skrętce. Liczba skrętów 4,5-5, ostatni silnie rozdęty (3/4 wysokości muszli), szew mocno wcięty. Dołka osiowego brak. Ostatni skręt często wytwarza krawędź na wysokości szwu, poniżej którego jest przypłaszczony. Otwór muszli duży, jajowaty; kolumienkowy brzeg otworu z wyraźną, silnie zgrubiałą wargą, ma ostry brzeg zewnętrzny. W budowie muszli wyraźnie zaznaczony jest dymorfizm płciowy - u samców zewnętrzna krawędź otworu muszli jest wyciągnięta ku przodowi, a u samic – prosta. Samice są nieznacznie większe od samców. Muszla grubościenna, nierównomiernie prążkowana z matowym połyskiem, o barwie zielonkawożółtej lub jasnobrunatnej, zamykana błoniastym wieczkiem. Wysokość muszli: 7-11 mm, szerokość 6-10 mm. 
Głowa wyciągnięta w ryjek, czułki nitkowate, osadzone u nasady głowy, oczy na małych wypustkach u ich podstawy. Ciało ciemnej barwy, w okolicach oczu lekko pomarańczowe plamki. Środkowa płytka raduli szeroka i niska, krawędź tnąca trójkątna, ząbek środkowy dłuższy niż piłkowanie na jego bokach. Stopa szeroka, z dwoma płatami bocznymi skierowanymi nieco ku tyłowi.

## Występowanie
W Pliocenie występował od zachodniej Europy po zachodniej Syberii, w wyniku zlodowaceń jego obszar występowania skurczył się do regionu ponto-kaspijskiego (głównie rzek w zlewisku Morza Czarnego, zlewni Dniepru, Dunaju od ujścia do Ratyzbony, zlewni Morza Azowskiego).

### Ekspansja
Ekspansję gatunku umożliwiło połączenie kanałami rzek zlewiska Morza Czarnego ze zlewiskami Morza Bałtyckiego i Północnego, co nastąpiło w XIX i na początku XX wieku. Od tego czasu  ślimak kolonizuje wody Europy Wschodniej
, Środkowej i Zachodniej oraz Azji. Ekspansja nie jest raczej wynikiem aktywnej dyspersji, a biernego zawlekania na kadłubach statków i łodzi, w zbiornikach balastowych, sieciach, jako przyłów.

### Ekspansja w Polsce
Namułek pospolity po raz pierwszy na ziemiach polskich został zaobserwowany w 1873 r. w Bugu i w 1912 r. w rzece Prypeć w dawnym powiecie mozyrskim na Polesiu. 
Jego występowanie stwierdzono w dużych i średnich rzekach nizinnych:
Wiśle, 
Bugu, 
Warcie,
Odrze,
Noteci,
Narwi
oraz jeziorach i zalewach: 
Zalewie Wiślanym,
Zalewie Zegrzyńskim,
jez. Dąbie,
jez. Mikołajskim, jez. Tałty, jez. Seksty.
Ostatnio obserwuje się ustępowanie tego gatunku z poprzednio rozpoznanych stanowisk, co może wynikać z zanieczyszczenia wód. Całkowitą liczebność namułka pospolitego w Polsce oszacowano na ponad 1 milion osobników.

## Biologia i ekologia

### Zajmowane siedliska
Występuje głównie w dużych i średniej wielkości wolno płynących rzekach w ich środkowym i dolnym biegu, kanałach, jeziorach, zbiornikach zaporowych. 
Preferuje środowiska o umiarkowanej prędkości przepływu. Wymaga wody dobrze natlenionej, lekko alkalicznej (pH 7,5-8,0), znosi lekkie zanieczyszczenie oraz niewielkie zasolenie, do 3‰. Zasiedla różne typy podłoża: miejsca o dnie mulistym, piaszczystym, gliniastym, ale także kamienne. Unika dna porośniętego przez rośliny oraz miejsc o wodzie stagnującej. Najliczniej występuje na niewielkich głębokościach (0,2-1,2 m), choć w jeziorach bywa głębiej (do 5,5 m).
Występuje skupiskowo, miejscami bardzo licznie - średnio osiąga zgęszczenia ok. 1000 os./m2, maksymalnie do 3300 -8000 osobników/m2

### Odżywianie
Zdrapywacz i zbieracz. Odżywia się detrytusem, zjada również peryfitonowe glony, okrzemki i zielenice. Żeruje na powierzchni osadów dennych oraz ryjąc w ich głębi.

### Rozmnażanie
Długość życia namułka pospolitego wynosi 3-4 lata, maksymalnie do 5 lat. Rozród po osiągnięciu drugiego roku życia, odbywa się od kwietnia do czerwca. Półkuliste, żółtawe kapsuły jajowe o średnicy ok. 1 mm, składane są na twardych podłożach, w tym na muszlach innych mięczaków.

### Interakcje międzygatunkowe
Często atakowany przez pasożyty – w niektórych populacjach zapasożyconych bywa 30% osobników. Przedstawiciele tego gatunku są żywicielami cerkarii ok. 20 gatunków pasożytów.

## Znaczenie
Brak danych o tym, by z ekspansją namułka pospolitego wiązały się negatywne konsekwencje dla rodzimych ekosystemów.

## Ciekawostki
- muszle tego gatunku były wykorzystywane jako ozdoba w czasach neolitu – naszyjniki wykonane z nich zostały znalezione w pochówkach w Austrii[34].
- jedyny ślimak w faunie Polski z wyraźnie zaznaczonym dymorfizmem płciowym[3].